# Obila inangulata
Obila inangulata là một loài bướm đêm trong họ Geometridae.